# Jamb (metrika)
Jamb je dvosložna stopa u antičkoj metrici, u kojoj je prvi slog kratak a drugi dug (U–). U akcenatskoj metrici, prvi slog u jambu je nenaglašen a drugi naglašen, suprotno od troheja.
Zbog prirode srpskog akcenta koji se ne može nalaziti na poslednjem slogu, kao i zbog činjenice da se naglasak na prvom slogu u rečima pojavljuje češće nego na drugom, jamb se u srpskoj poeziji primenjuje ređe nego trohej.
Primera radi, Branko Radičević je sa jampskog jedanaesterca pod uticajem Vukovih zbirki epskih pesama sve više prelazio na epski deseterac.
Laza Kostić je jedan od prvih srpskih pesnika koji su pokušavali da jamb ožive u srpskoj poeziji.
Zahvaljujući činjenici da romanski i germanski jezici Evrope imaju veliki broj jednosložnih reči koje mogu da istaknu jampsku tendenciju, ova stopa je poslužila kao gradivna jedinica mnogih pesničkih formi kao što su blankvers, aleksandrinac, jampski deseterac, i drugi. Prepoznatljiv zvuk vezanih jambova omogućio je ulančavanje velikog broja stihova. Zbog ovoga su velika pesnička dela prošlosti - Šekspirove drame i soneti, Danteova Božanstvena komedija ili npr. Vijonova Zaveštanja - napisana uz pomoć jampske stope, odnosno sa jampskom tendencijom. 